# Avi Maoz
Avigdor Maoz, detto Avi (in ebraico אֲבִיגְדוֹר "אָבִי" מָעוֹז‎?; Haifa, 6 luglio 1956), è un funzionario e politico israeliano, leader del partito di estrema destra Noam.

## Biografia
Maoz è nato Avigdor Fischheimer nel quartiere Kiryat Shmuel di Haifa nel 1956. È il figlio dei sopravvissuti all'Olocausto Esther e Israel Fischheimer. Nel 1975 si è arruolato nell'IDF e nel 1977 è stato partner nella creazione dell'insediamento Migdal Oz a Gush Etzion, e in seguito è stato segretario del Kibbutz. Tra il 1980 e il 1991 ha studiato in una yeshiva.

## Carriera

### Attività professionale
Maoz è stato nominato direttore del Ministero dell'Interno da Natan Sharansky nel 1999, e successivamente è diventato direttore del Ministero dell'Edilizia sotto il ministro Effi Eitam. È stato anche direttore generale del partito Yisrael BaAliyah.

### Leader del partito Noam
Maoz è diventato il leader del partito Noam dopo la sua fondazione nel 2019. La sua campagna è basata sull'"identità ebraica" di Israele, che secondo Maoz dovrebbe essere un'interpretazione di estrema destra del giudaismo ortodosso e contro gli arabi, il secolarismo e il giudaismo riformato. Ha condotto una campagna pesante contro i diritti LGBT, chiedendo il divieto delle parate del Pride e la legalizzazione della terapia di conversione. È contrario alle donne che prestano servizio nelle forze di difesa israeliane e ha chiesto una maggiore segregazione di genere negli eventi pubblici.
Prima delle elezioni della Knesset del 2021, è stato classificato al sesto posto nella lista del Partito sionista religioso ed è stato eletto alla Knesset poiché il partito ha vinto sei seggi.
È stato rieletto alle elezioni della Knesset del 2022 come parte del Partito del sionismo religioso,  sebbene il partito si sia diviso in tre fazioni il 20 novembre 2022. Un accordo firmato il 27 novembre 2022 prevede la nomina di Maoz nell'incarico di viceministro in una coalizione guidata da Benjamin Netanyahu. Come parte dell'accordo, Maoz guiderà una nuova organizzazione incentrata sull'identità ebraica, che includerà il controllo di Nativ, un organismo che gestisce l'immigrazione dai paesi dell'ex Unione Sovietica. Maoz ha affermato di voler modificare la Legge del ritorno in Israele per escludere i nipoti non ebrei di ebrei e riconoscere solo le conversioni ortodosse al giudaismo per la migrazione.

## Vita privata
Maoz vive a Gerusalemme, è sposato e ha dieci figli.